# St. Johannes der Täufer (Meinbrexen)

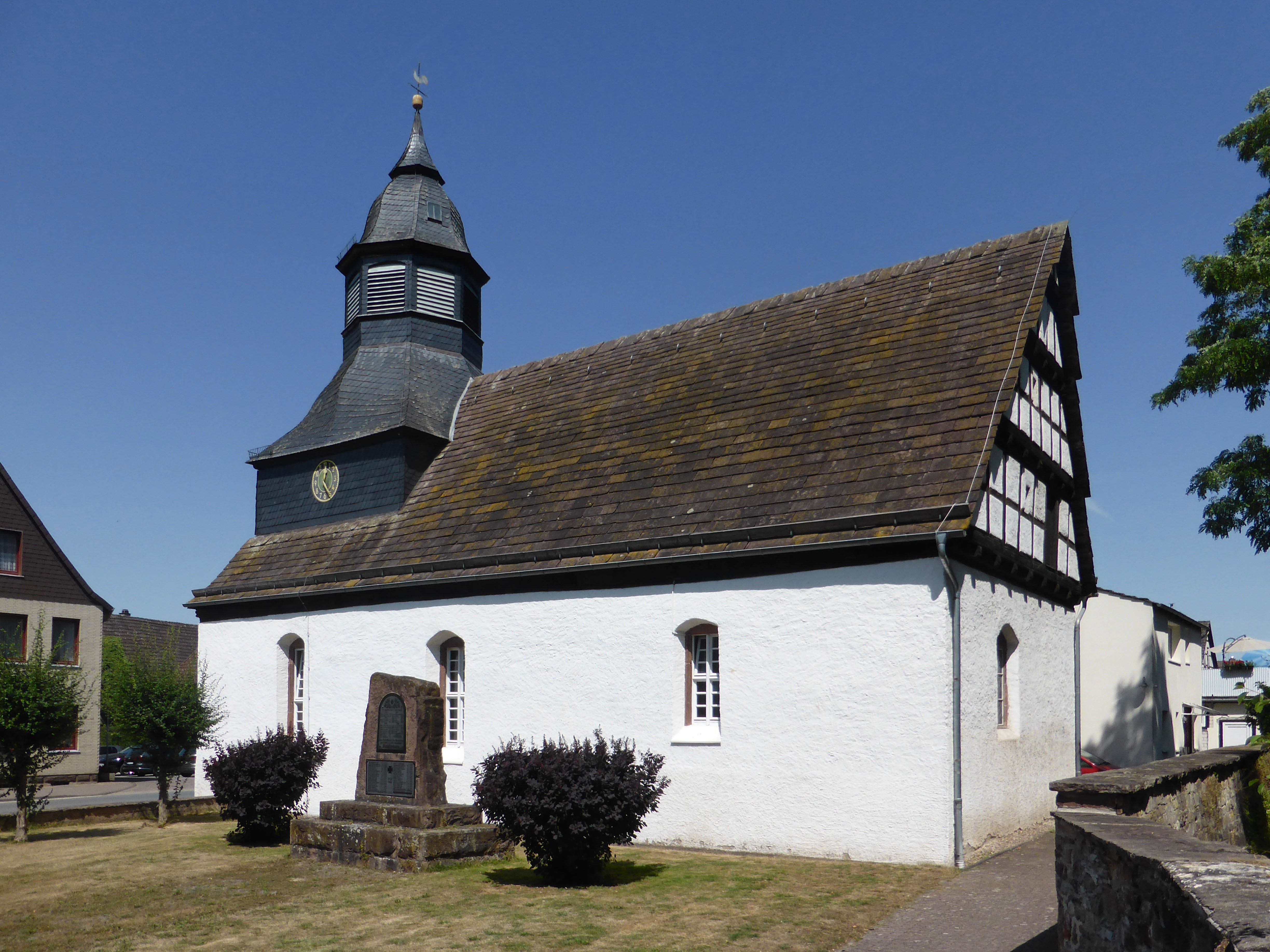
St. Johannes der Täufer

Die evangelisch-lutherische denkmalgeschützte Kirche St. Johannes der Täufer steht in Meinbrexen, einem Ortsteil von Lauenförde im Landkreis Holzminden von Niedersachsen. Die Kirchengemeinde gehört zum Kirchenkreis Holzminden-Bodenwerder im Sprengel Hildesheim-Göttingen der Evangelisch-lutherischen Landeskirche Hannover.

## Beschreibung
Meinbrexen war in vorreformatorischer Zeit Wallfahrtsort. 1583 geht das Rittergut Meinbrexen als Lehen an die Familie von Münchhausen. Sie üben das Kirchenpatronat bis 1695 aus, dann geht es an die Familie von Mansberg über, die es bis heute noch ausübt. 1585–1589 wird die baufällige Saalkirche auf Veranlassung von Statius von Münchhausen aus Bruchsteinen neu errichtet. Aus der Zeit der Spät-Renaissance stammen der Altar, die Kanzel und die Fresken an den Wänden, die erst 1990 bei der Renovierung des Innenraums freigelegt und bis 1995 restauriert werden.
Der Innenraum ist mit einer Holzbalkendecke überspannt, die laut Inschrift 1738 erneuert wurde. Die Seiten des doppelgeschossigen Altarretabels sind mit Roll- und Beschlagwerk verziert. Als Hauptbild wird das Abendmahl Jesu manieristisch dargestellt. Es wird gerahmt von den Tugendfiguren der Caritas und Fides. 1738 fanden Reparaturarbeiten am Dachstuhl statt, bei denen auch der Dachturm errichtet wurde. Bei den umfangreichen Renovierungsarbeiten 1957–1958 wurden der Altar und die aus dem Jahr 1589 stammende Kanzel und ihr Schalldeckel restauriert. Das Fenster an der Ostwand wurde zugemauert und der Altar weiter in die Mitte gerückt. 1981 und 1987 wurden der Dachturm verschiefert, das Satteldach des Kirchenschiffs mit Sollingplatten gedeckt und die Außenwände verputzt.
Neben der Kirche steht das Kriegerdenkmal, das an die Gefallenen der beiden Weltkriege aus Meinbrexen erinnert.